# الحزب الاشتراكي في تشيلي
الحزب الاشتراكي في تشيلي هو حزب سياسي ديمقراطي اجتماعي في تشيلي. تأسس عام 1933.
أمين الحزب العام هو ريكاردو نونيز أما رئيسه فهو كاميلو إيسكالونا.
المنظمة الشبابية للحزب هي Juventud Socialista de Chile.
في الانتخابات البرلمانية لعام 2005 حصل الحزب على 653692 صوتا (10.02%, 15 مقعدا).
في الانتخابات الرئاسية لعام 2006 فاز مرشح الحزب، ميشال باشيلي بحصوله على 3723019 صوت (53.49%).
الحزب منتسب للاشتراكية الدولية.

## وصلات خارجية
- الموقع الرسمي للحزب